# Stanley Hauerwas
Stanley Hauerwas (ur. 24 lipca 1940 w Dallas w stanie Teksas) – teolog ewangelicki kościoła metodystycznego i pacyfista. Obecnie pracuje jako profesor etyki na Duke University w Durham w stanie Karolina Północna. Przez magazyn Time został uznany w 2001 roku za „najlepszego teologa Ameryki“.

## Przedstawiane zasady etyki
Hauerwas jest przekonanym chrześcijańskim pacyfistą, przeciwnikiem przemocy. Jest krytykiem idei wojny sprawiedliwej i nacjonalizmu, w tym przede wszystkim amerykańskiego patriotyzmu, który dla Hauerwasa jest nie na miejscu w Kościele. Zmiany, które od IV w. doprowadziły do rozwoju chrześcijaństwa jako religii państwowej, uznaje za błędny kierunek w rozwoju Kościoła. Kościół nie może się wiązać z państwem czy światem ale ma tworzyć alternatywę, kulturę przebaczenia i pojednania, kulturę otwartości na drugiego człowieka i rezygnacji z przemocy.
Hauerwas jest przeciwnikiem przerywania ciąży i kary śmierci.

## Dzieła

### W języku angielskim (wybór)
- The Peaceable Kingdom: A Primer in Christian Ethics, 1983, ISBN 0-268-01554-6
- Against the Nations: War and Survival in a Liberal Society, 1985, ISBN 0-86683-957-7
- Christian Existence Today: Essays on Church, World, and Living in Between, 1988, ISBN 1-58743-022-3
- After Christendom: How the Church Is to Behave If Freedom, Justice, and a Christian Nation Are Bad Ideas, 1991, ISBN 0-687-00929-4
- Unleashing the Scripture: Freeing the Bible from Captivity to America, 1993, ISBN 0-687-31678-2
- Dispatches from the Front: Theological Engagements With the Secular, 1994, ISBN 0-8223-1475-4
- The Hauerwas Reader, 2001, ISBN 0-8223-2691-4
- Performing the Faith: Bonhoeffer and the Practice of Nonviolence, 2004, ISBN 1-58743-076-2